# Бондарчук, Олег Григорьевич
Оле́г Григо́рьевич Бондарчу́к (род. 1962) — советский и украинский дельтапланерист, чемпион мира 2005 года по дельтапланеризму.

## Биография
Родился в Украинской ССР. Учился в Киевском институте инженеров гражданской авиации (КИИГА). По объявлению записался в дельтапланерный клуб «Дедал» при КИИГА, где и увлёкся дельтапланерным спортом. Первые полёты совершил на дельтадроме «Круглое городище» в с. Ходосовка под Киевом.
В 1985 году принял участие в чемпионате Киева, а в 1986 стал победителем чемпионата Украинской ССР. Позже устроился работать инструктором в Ямполь, где и работал до распада СССР.
Позднее Жерар Тавено, владелец французской фирмы La Mouette, пригласил его работать к себе.
Во Франции, в основном, работал как пилот, тестировавший новую технику.
В 1997 году вернулся на Украину и стал летать для фирмы «Аэрос», где стал занимать высокие места в различных соревнованиях. Так, в 1997 занял 4-е место на чемпионате Германии, на чемпионате Франции в Сант-Андре занял 2 место, а на Первых Всемирных Авиаиграх в тот год он стал 2-м. Далее в Австралии занял 2-е место на чемпионате в Хэе, 2-е на Кубке Богонг и 2-е на чемпионате мира.
Участвовал и занимал призовые места во многих соревнованиях, а в 2005 году победил на чемпионате мира.